# Variațiunile Diabelli

Valsul lui Diabelli, tema variațiunilor

Cele 33 de variațiuni pe un vals de Anton Diabelli, cunoscute ca Variațiunile Diabelli, sunt o serie de variațiuni pentru pian compuse între 1819 și 1823 de Ludwig van Beethoven pe o temă de vals propusă de Anton Diabelli⁠(en)[traduceți]. Împreună cu Variațiunile Goldberg de Johann Sebastian Bach, ele sunt considerate cele mai importante variațiuni pentru un instrument cu claviatură.
Muzicologul Donald Tovey le-a numit „cea mai importantă colecție de variațiuni compusă vreodată” iar pianistul Alfred Brendel le-a descris ca „cea mai dominantă dintre toate lucrările pentru pian”. În cuvintele lui Hans von Bülow, ele conțin „un microcosmos al artei lui Beethoven”. Martin Cooper scrie „varietatea tratării este aproape fără paralel, așa că lucrarea reprezintă o carte de studii avansate despre modul său de exprimare și utilizarea claviaturii și totodată o lucrare monumentală în sine”. Arnold Schönberg scrie că „în ceea ce privește armonia, Variațiunile Diabelli merită să fie numite cea mai aventuroasă lucrare a lui Beethoven.”

## Istoric
Lucrarea a fost compusă după ce Diabelli, cunoscut editor de partituri muzicale, trimisese în 1819 un vals creat de el celor mai importanți compozitori din Imperiul Austriac (printre care Franz Schubert, Carl Czerny, Johann Nepomuk Hummel și Arhiducele Rudolf), cerându-le să scrie câte o variațiune pe el. Planul său era să publice toate variațiunile și să folosească profitul în beneficiul orfanilor și văduvelor din Războaiele Napoleoniene. O poveste larg răspândită dar astăzi contestată este că propunerea ar fi fost făcută și lui Beethoven, care întâi ar fi refuzat categoric, caracterizând tema ca banală și nedemnă de timpul său. Nu mult mai târziu, Beethoven s-a răzgândit și a hotărât să arate ce putea fi obținut dintr-un material atât de subțire. Astăzi această poveste este considerată mai curând legendă decât fapt.
Sigur este că Beethoven a acceptat la un moment dat propunerea, dar în loc să scrie o singură variațiune a scris o serie largă de variațiuni. În iunie 1822, Beethoven a trimis editorului Peters niște „Variațiuni pe un vals pentru pianoforte singur (sunt multe)”. În toamna aceluiași an ducea negocieri cu Diabelli iar în aprilie 1823 seria de 33 de variațiuni era completă; Diabelli a publicat lucrarea ca Op. 120 în luna iunie.

## Structură
| Tema lui Diabelli: Vivace. Tema lui Diabelli, un vals cu accente aritmice și schimbări bruște de dinamică, nu a fost destinat dansului. Alfred Brendel a propus titlul „Pretins vals”. · |
| Variațiunea 1: Alla marcia maestoso. Prima variațiune urmează de aproape melodia temei lui Diabelli dar nu are nimic de vals. Kinderman o numește „variațiune structurală”. Brendel o caracterizează drept „serioasă dar ușor smintită”. · Variațiunea 2: Poco allegro. O atmosferă încărcată, tensionată. Variațiunea se mișcă în optimi, notele înalte și basul alternând rapid. Brendel îi sugerează delicatețea numind-o „Fulgi de zăpadă”. · |
| Variațiunea 3: L’istesso tempo. Marcată dolce, această variațiune are o puternică linie melodică, deși tema originală nu este evidentă. Tranziția către variațiunea următoare este fără discontinuitate. Titlul dat de Brendel este „Încredere și îndoială”. · Variațiunea 4: Un poco più vivace. Dramatismul în creștere continuă început în variațiunea 3 atinge aici un punct culminant. Titlul lui Brendel este „Ländler⁠(en)[traduceți] cult”. · |
| Variațiunea 5: Allegro vivace. Pentru prima dată în seria de variațiuni, apar elemente de virtuozitate care devin mai pronunțate în variațiunile care urmează. Brendel: „Goblin îmblânzit”. · Variațiunea 6: Allegro ma non troppo e serioso. Această variațiune, ca și următoarea, sunt piese strălucitoare de virtuozitate. Titlul lui Brendel este „Retorică de tril (Demostene înfruntând valurile)”. Wilhelm von Lenz o numea „În Tirol”. · Variațiunea 7: Un poco più allegro. Octave sforzando în bași și triplete în notele înalte produc un efect sclipitor și dramatic. Kinderman merge până la o numi dură. Titlul lui Brendel este „Suspine și nerăbdare”. |
| Variațiunea 8: Poco vivace. După cele trei variațiuni precedente, intense și dramatice, a opta variațiune oferă ușurare și contrast sub forma unei piese melodice liniștite. Marcată dolce e teneramente, Brendel o numește „Intermezzo” (după Brahms). · Variațiunea 9: Allegro pesante e risoluto. Prima variațiune în tonalitate minoră. Simplă dar intensă, ea este construită din material minim; direcția e mereu ascendentă, evoluând către un punct culminant. Titlul lui Brendel este „Harnic spărgător de nuci”; ca și pe prima variațiune, o numește „profund serioasă dar ușor smintită”. · Variațiunea 10: Presto. Privită în mod tradițional ca încheiere a unei prime secțiuni a lucrării, variațiunea 10 este cea mai sclipitoare dintre toate, cu triluri, tremolouri și game staccato. Tovey comentează: un vârtej de sunete ce reproduce ritmurile temei atât de clar încât pare mai mult o variațiune melodică decât este ea în realitate. Titlul lui Brendel: „Chicoteli și nechezături”. |
| Variațiunea 11: Allegretto. Încă o variațiune construită pe cele trei note inițiale ale lui Diabelli, liniștită și grațioasă. Titlul lui Brendel este „Inocentă” (Bülow). · Variațiunea 12: Un poco più moto. Mișcare neîntreruptă de pătrimi. Kinderman spune că această variațiune umbrește numărul 20, prin modul simplu în care își expune structura armonică. Tovey arată că aceasta este o dezvoltare a variațiunii 11. Titlul lui Brendel este „Model de val”. · Variațiunea 13: Vivace. Începutul blând al lui Diabelli este transformat în acorduri puternice, iar acordurile sale repetate devin o lungă tăcere. Barry Cooper o vede ca pe o piesă plină de umor, în care Beethoven „pare că aproape ridiculizează tema lui Diabelli”. Titlul lui Brendel este „Aforism (mușcător)”. |
| Variațiunea 14: Grave e maestoso. Prima variațiune în mișcare lentă. Von Bülow comentează: „... fantezia executantului să aducă în fața ochilor bolțile sublime ale unei catedrale gotice”. Kinderman subliniază „amploarea și demnitatea sa măsurată”, adăugând „noblețea sa [...] stimulează așteptările noastre la un gest nou și dramatic”. Cele trei variațiuni care urmează vor împlini aceste așteptări. Titlul lui Brendel este „Iată, El vine, alesul nostru”. |
| Variațiunea 15: Presto scherzando. Scurtă și ușoară, variațiunea 15 pregătește scena pentru următoarele două expuneri virtuozice intense. Pentru Barry Cooper, o altă variațiune plină de umor care ridiculizează tema lui Diabelli. Tovey are o analiză similară: aceeași remarcă se aplică și următoarelor două variațiuni, 16 și 17, iar clapele uimitor de distante atinse de armoniile lor adaugă majestate și profunzime pentru fără a produce complexitate. Titlul lui Brendel este „Fantomă veselă”. · Variațiunea 16: Allegro. O variațiune virtuozică, forte, cu triluri și octave întrerupte ascendente și descendente. Titlul lui Brendel pentru această variațiune și pentru următoarea este „Triumf”. · Variațiunea 17: Allegro. În cea mai mare parte forte, cu octave accentuate în bas și neîncetate figuri în notele înalte. Titlul lui Brendel pentru această variațiune și pentru precedenta este „Triumf”. |
| Variațiunea 18: Poco moderato. Altă variațiune care utilizează figura inițială din valsul lui Diabelli, de data asta cu un caracter liniștit, aproape meditativ. Titlul lui Brendel: „Amintire de preț, ușor estompată”. · Variațiunea 19: Presto. Rapidă, în contrast puternic cu variațiunea următoare. Titlul lui Brendel este Helter-skelter⁠(en)[traduceți]. |
| Variațiunea 20: Andante. Variațiune în mișcare foarte lentă, în contrast izbitor cu variațiunile precedentă și succesivă. Tovey o numește „unul dintre cele mai copleșitoare pasaje din muzică”. Brendel o caracterizează ca „introspecție hipnotică”. · Variațiunea 21: Allegro con brio – Meno allegro – Tempo primo. Contrast extrem cu andantele precedent; această variațiune exagerează nemilos trăsăturile temei lui Diabelli. Tovey o descrie drept „uimitoare”. Titlul lui Brendel: „Maniac și gemător”. · Variațiunea 22: Allegro molto, alla «Notte e giorno faticar» di Mozart. O aluzie la aria lui Leporello din opera Don Giovanni de Mozart. Muzica are un stil destul de brutal ridiculizant. Titlul lui Brendel pentru această variațiune este „Notte e giorno faticar” (pentru Diabelli). · Variațiunea 23: Allegro assai. Pentru Kinderman, o parodie a exercițiilor de digitație publicate de Johann Baptist Cramer (pe care Beethoven îl admira ca pianist, dacă nu și drept compozitor). Tovey subliniază „strălucirea sa orchestrală și ritmul său capricios”. Titlul lui Brendel este „Virtuozul la punctul de fierbere” (pentru Cramer). |
| Variațiunea 24: Fughetta (Andante). Lirică și frumoasă, în contrast puternic cu variațiunea precedentă, o aluzie la Bach. Kinderman o compară cu fuga finală din Sonata op. 110 și cu „unele pasaje devoționale liniștite din Missa Solemnis”, ambele compuse în aceeași perioadă. Titlul lui Brendel pentru această variațiune este „Spirit pur”. |
| Variațiunea 25: Allegro. Tovey observă că această variațiune reproduce deschiderea la tema lui Diabelli, deși restul este foarte liber, adăugând: „ca reacție la fughetta visătoare și calmă, ea are un intens efect umoristic”. Titlul lui Brendel este „Teutscher” (dans german). · Variațiunea 26: (Piacevole). Aceste trei variațiuni finale în do major înainte de secțiunea în minor au în comun o distanță structurală față de vals. Titlul lui Brendel: „Cercuri în apă”. · Variațiunea 27: Vivace. Titlul lui Brendel pentru această temă este „Jongler”. El sugerează o abordare ironică și caracterizează variațiunile 23, 27 și 28, ca „minți în stare excitată”. · Variațiunea 28: Allegro. Von Bülow scrie: „Această variațiune trebuie interpretată cu impetuozitate furioasă [...] O nuanțare mai delicată ar fi nepotrivită”. Titlul lui Brendel: „Furia unui Hampelmann⁠(de)[traduceți]”. · Variațiunea 29: Adagio ma non troppo. Prima dintre trei variațiuni lente, aceasta apare ca începutul sfârșitului. Titlul lui Brendel este „Suspine înăbușite”.                                                                                        |
| Variațiunea 30: Andante, sempre cantabile. Lentă și expresivă, ca și variațiunea următoare; măsurile finale duc în mod calm către variațiunea 31. Tovey o descrie prin: „o frază atât de obsesivă încât, deși Beethoven nu repetă toate secțiunile acestei variațiuni, el marchează ultimele patru măsuri pentru a fi repetate”. |
| Variațiunea 31: Largo, molto espressivo. Von Bülow comentează: „Acest număr, totodată visător și tandru, este ca o renaștere a adagio-ului lui Bach, după cum dubla fugă următoare ar putea fi un allegro de Händel. În aceste trei variațiuni finale, care pot fi considerate o renaștere a menuetului lui Haydn și Mozart, avem un compendiu al întregii istorii a muzicii”. Titlul lui Brendel este „Lui Bach (lui Chopin)”. |
| Variațiunea 32: Fuga: Allegro. Tranziția spre sublimul menuet care formează variația finală este o serie de acorduri calme, prelungite, care obțin un efect extraordinar. Descrierea lui Tovey a acestui moment dramatic: furtuna de sunete se îndepărtează și, prin unul dintre cele mai impresionante scrise vreodată, se trece liniștit la variațiunea următoare. Titlul lui Brendel este „Lui Händel”. |
| Variațiunea 33: Tempo di Menuetto moderato. Titlul lui Brendel pentru această variațiune este „Lui Mozart”. Solomon descrie măsurile finale ca „imaginea finală a unei nostalgii tandre, visătoare, profunde, un punct de vedere din care putem revedea scopul întregii călătorii”. |